# Хокенхалл, Джеймс
Сэр Джеймс Ричард (Джим) Хокенхалл (англ. James Richard Hockenhull, род. 27 июля 1964, Гэмпшир) — генерал-адъютант британской армии. С 2018 года возглавляет военную разведку Великобритании. С мая 2022 года возглавляет Стратегическое командование Великобритании.

## Ранние годы
Родился 27 июля 1964 года в Хаванте, Гэмпшир, Англия. Получил образование в Школе Королевского госпиталя в Ипсвиче и в Йоркском университете.

## Военная карьера
В 1986 году был зачислен в разведывательный корпус британской армии. В начале карьеры несколько раз направлялся в Северную Ирландию, за службу в которой стал членом ордена Британской империи (MBE, 1994), Королевскую благодарность за службу «за доблестные и выдающиеся заслуги» (1999) и получил звание офицера ордена Британской империи (OBE, 2003).
В 2003 году стал преподавателем Командно-штабного колледжа армии США в Форт Ливенворте, штат Канзас; в декабре 2005 года был назначен начальником отдела планирования при штабе Многонациональных сил в Ираке. За эту работу получил медаль Бронзовой звезды США (2006). В августе 2006 года стал заместителем директора по развитию сил; в 2008 году — начальником отдела планирования в штабе Корпуса быстрого реагирования союзников в Афганистане. Затем возглавлял отдел ISTAR в штабе Сухопутных войск (2008).
В сентябре 2011 года был назначен главой стратегического планирования в Министерстве обороны; затем служил директором Консультативной группы Министерства обороны в Кабуле (июнь 2012 года) и директором по кибербезопасности и разведке (март 2015). В 2017 году был награждён орденом Почётного легиона США. В следующем году был назначен начальником военной разведки и произведен в генерал-лейтенанты. В декабре 2021 года был произведен в рыцари-командоры ордена Британской империи (KBE), что позволяет ему использовать титул сэра.
В апреле 2022 года получил звание генерала и сменил сэра Патрика Сандерса на посту командующего Стратегическим командованием Соединённого Королевства (май 2022 года).

## Война на Украине
В феврале 2022 года за неделю до начала российского вторжения на Украину опубликовал схему предполагаемого наступления российской армии, что стало беспрецедентным раскрытием секретной информации. По словам Хокенхалла, это решение далось ему нелегко, но он был убеждён в необходимости своевременного информирования общественности. С тех пор военная разведка Великобритании регулярно публикует новости о развитии событий на Украине.
По словам Хокенхалла, британская разведка была удивлена упорством сопротивления украинской армии и провалами России. Он считает, что уровень российского командования и логистики был низким. Кроме того, по мнению Хокенхалла, российские военные усилия страдают от политического вмешательства как на стратегическом, так и на тактическом уровне, что говорит об отсутствии доверия между политическим руководством и военным командованием России.
13 августа 2022 года в интервью Би-би-си заявил, что до конца 2022 года ни Россия, ни Украина не смогут получить решающего перевеса в боевых действиях.

## Личная жизнь и привычки
Имеет привычку добираться на работу на велосипеде.